# Campeonato Mundial de Tiro con Arco en Sala de 2003
El VII Campeonato Mundial de Tiro con Arco en Sala se celebró en Nimes (Francia) entre el 5 y el 9 de marzo de 2003 bajo la organización de la Federación Internacional de Tiro con Arco (FITA) y la Federación Francesa de Tiro con Arco.

## Medallistas

### Masculino
| Evento                    | Oro                                                         | Plata                                                    | Bronce                                                    |
| ------------------------- | ----------------------------------------------------------- | -------------------------------------------------------- | --------------------------------------------------------- |
| Arco recurvo individual   | Ilario Di Buò · Italia                                      | Michele Frangilli · Italia                               | Balzhinima Tsyrempilov · Rusia                            |
| Arco recurvo por equipo   | Marco Galiazzo · Michele Frangilli · Ilario Di Buò · Italia | Plamen Petrov Ivan Ivanov Yavor Jristov Bulgaria         | Franck Fisseux Jocelyn de Grandis Antoine Friot Francia   |
| Arco compuesto individual | Reo Wilde Estados Unidos                                    | Morgan Lundin · Suecia                                   | Patrizio Hofer · Suiza                                    |
| Arco compuesto por equipo | Dave Cousins Stephen Jervis Reo Wilde Estados Unidos        | Morgan Lundin · Anders Malm · Rickard Johansson · Suecia | Antonio Tosco · Andrea Savegnago · Stefano Mazzi · Italia |

### Femenino
| Evento                    | Oro                                                                | Plata                                                      | Bronce                                                      |
| ------------------------- | ------------------------------------------------------------------ | ---------------------------------------------------------- | ----------------------------------------------------------- |
| Arco recurvo individual   | Bérengère Schuh Francia                                            | Jennifer Nichols Estados Unidos                            | Evanyelía Psarra · Grecia                                   |
| Arco recurvo por equipo   | Yuliya Lobzhenidze · Tetiana Berezhna · Tetiana Dorojova · Ucrania | Natalia Nasaridze Elif Altınkaynak Derya Sarıaltın Turquía | Guerelma Erdyniyeva · Anna Puttseva · Oxana Kozlova · Rusia |
| Arco compuesto individual | Gladys Willems · Bélgica                                           | Jessica Grant Estados Unidos                               | Mary Zorn Estados Unidos                                    |
| Arco compuesto por equipo | Mary Zorn Michelle Ragsdale Jessica Grant Estados Unidos           | Cindy Parent · Gladys Willems · Yolande Anris · Bélgica    | Sam Stretton Nichola Simpson Sheila Harris Reino Unido      |

## Medallero
| Núm. | País           | Oro | Plata | Bronce | Total |
| ---- | -------------- | --- | ----- | ------ | ----- |
| 1    | Estados Unidos | 3   | 2     | 1      | 6     |
| 2    | Italia         | 2   | 1     | 1      | 4     |
| 3    | Bélgica        | 1   | 1     | 0      | 2     |
| 4    | Francia        | 1   | 0     | 1      | 2     |
| 5    | Ucrania        | 1   | 0     | 0      | 1     |
| 6    | Suecia         | 0   | 2     | 0      | 2     |
| 7    | Bulgaria       | 0   | 1     | 0      | 1     |
| 7    | Turquía        | 0   | 1     | 0      | 1     |
| 9    | Rusia          | 0   | 0     | 2      | 2     |
| 10   | Grecia         | 0   | 0     | 1      | 1     |
| 10   | Reino Unido    | 0   | 0     | 1      | 1     |
| 10   | Suiza          | 0   | 0     | 1      | 1     |
|      | TOTAL          | 8   | 8     | 8      | 24    |